# Pedro Delgado (rejero)
Pedro Delgado (Salamanca, finales del siglo XV – Sevilla, hacia 1571) fue un rejero español del siglo XVI. 

## Biografía

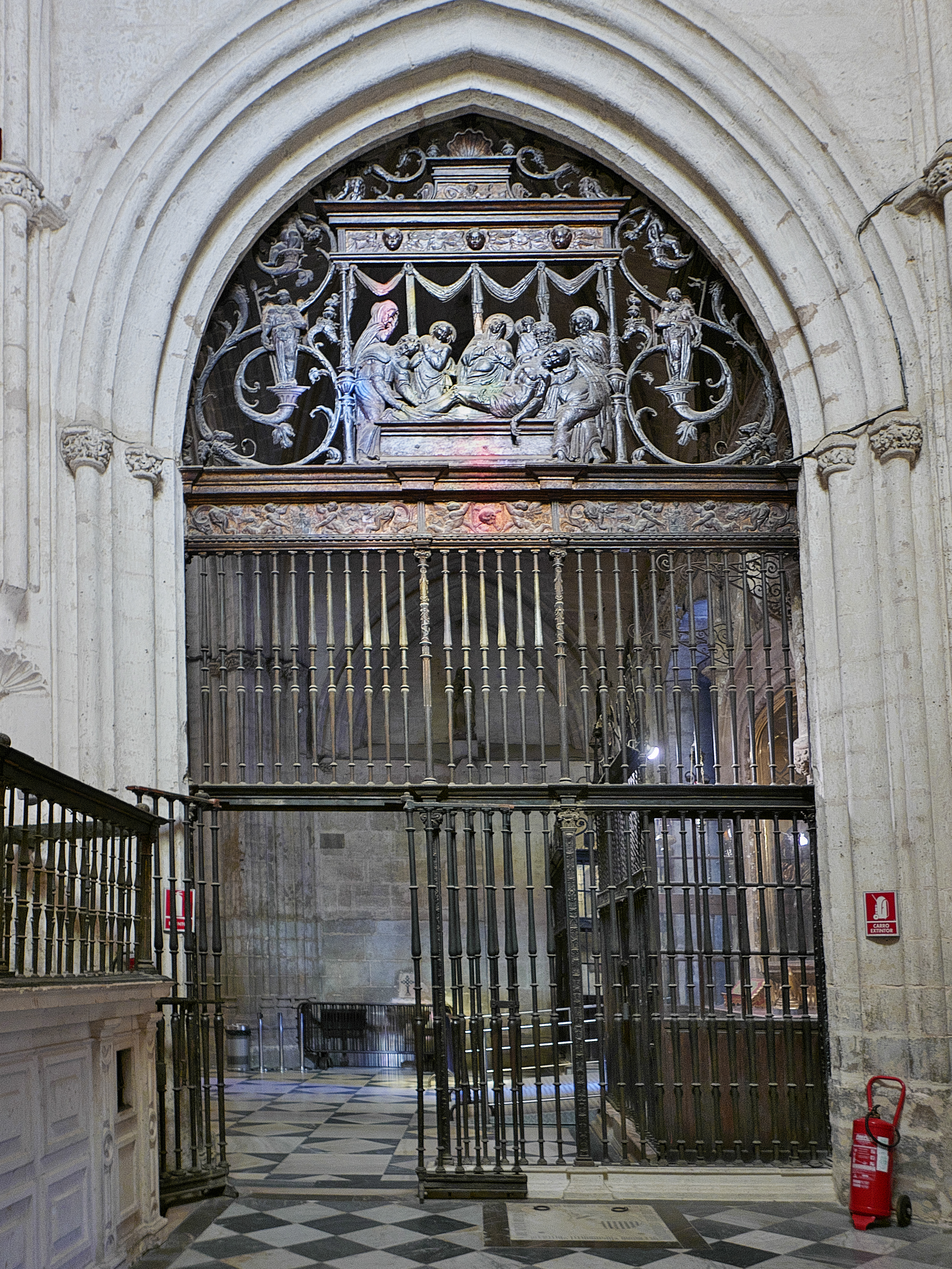
Reja de la Capilla del Mariscal (Catedral de Sevilla)

Se cree que fue sobrino del también rejero fray Francisco de Salamanca. Realizó diferentes trabajos de importancia en Salamanca, entre ellos rejas y púlpito para la Universidad de Salamanca (1518) y reja y púlpito para la iglesia de san Hipólito el Real de Támara de Campos (Palencia).
Se trasladó a Sevilla, donde casó con Juana de Villalobos, y estableció su residencia en el barrio de san Lorenzo. Allí realizó en 1535 una reja para el convento de la Merced, diversas rejas para el cerramiento de capillas de la catedral de Sevilla y obras civiles como las barandas para las galerías de la plaza de san Francisco. En 1552 hizo junto al rejero sevillano Francisco Gallego, tres rejas con destino México, y dos años más tarde juntos hicieron la reja para la capilla de Francisco Núñez de Jerez en la iglesia de san Pedro de Sevilla.
En octubre de 1569 otorgó testamento, en el que señaló una dote a dos niñas llamadas María y Ana, que había adoptado como suyas. En 1571 falleció su mujer, por lo que se conserva un inventario de sus bienes, según el cual se le adeudan 42 465 maravedís por la reja de la capilla de las Doncellas de la catedral sevillana.